# Algarismo significativo

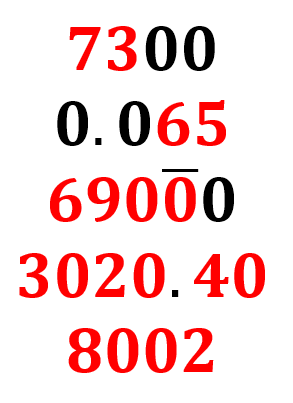
Identificação de Algarismos Significativos em Diferentes Números

Na matemática aplicada, algarismos significativos são utilizados para monitorar os erros ao se representar números reais na base 10.
Excetuando-se quando todos os números envolvidos são inteiros (por exemplo o número de pessoas numa sala), é impossível determinar o valor exato de determinada quantidade. Assim sendo, é importante indicar a margem de erro numa medição indicando os algarismos significativos, sendo estes os dígitos com significado numa quantidade ou medição. Utilizando algarismos significativos, o último dígito é sempre incerto. Desta forma, é importante utiliza-los em trabalhos científicos.
Diz-se que uma representação tem n algarismos significativos quando se admite um erro no algarismo seguinte da representação. Por exemplo, 1/7 = 0,14 com dois algarismos significativos (já que o erro está na terceira casa decimal: 1/7 = 0,1428571429). Analogamente, 1/30 = 0,0333 com três algarismos significativos (erro na quinta casa decimal).
Para ilustrar, imagine que pediu a um amigo para medir a temperatura de água e ele disse-lhe que esta se encontrava à 22,0 °C. Neste caso, o algarismo duvidoso é o 0, pois não se sabe ao certo se a temperatura é por exemplo, 21,99 ou 22,01. Em suma tal remete -se ao facto dos arredondamentos serem realizados e nem sempre serem conhecidos. Para entender este conceito, imagine que um amigo seu lhe contou que na realidade a medição foi de 21,689. Nesse contexto pode-se introduzir o conceito de precisão e exactidão. 22 é um número exacto, porém 21,689 é um número mais preciso, precisará do valor preciso para realizar um cálculo matemático, por exemplo, mas didacticamente adopta-se o 22.

## Identificando algarismos significativos
Algarismos significativos ---> Conjunto de algarismos corretos de uma medida mais um último algarismo, que é o duvidoso (zeros à direita são algarismos significativos e zeros à esquerda não são).
Dada uma representação decimal:
1. Os algarismos zero que correspondem às ordens maiores não são significativos. Exemplos: em 001234,56 os dois primeiros zeros não são significativos, o número tem seis algarismos significativos; em 0,000443 os quatro primeiros zeros não são significativos, o número tem três algarismos significativos.
2. Os algarismos zero que correspondem às menores ordens, se elas são fracionárias, são significativos. Exemplo: em 12,00 os dois últimos zeros são significativos, o número tem quatro números significativos.
3. Os algarismos de 1 a 9 são sempre significativos. Exemplos: em 641 o número tem três algarismos significativos; em 38,984 o número tem cinco algarismos significativos.
4. Zeros entre algarismos de 1 a 9 são significativos. Exemplo: em 1203,4 todos os cinco algarismos são significativos.
5. Os zeros que completam números múltiplos de potências de 10 são ambíguos: a notação não permite dizer se eles são ou não significativos. Exemplo: 800 pode ter um algarismo significativo (8), dois algarismos significativos (80) ou três algarismos significativos (800). Esta ambiguidade deve ser corrigida usando-se notação científica para representar estes números, 8x102 terá um algarismo significativo, 8,0x102 terá dois algarismos significativos e 8,00x102 terá três algarismos significativos.
6. As constantes têm um número arbitrariamente elevado de algarismos significativos; exemplos: o coeficiente 3 no cálculo do valor médio: (1,84 + 1,72 + 1,66) / 3; o número π.

Outros exemplos:
- 0,5: tem 1 algarismo significativo;
- 100: é Não Determinado (ND), pois acaba com um zero à direita do último dígito que não seja zero, sem a pontuação décimal; (necessita de referência/material divergente)
- 0,00023: tem dois algarismos significativos, que são 23;
- 052,6: tem 3 algarismos significativos;
- 0,000200: tem três algarismos significativos, já que tem zeros à direita;
- 755555,66: tem 8 algarismos significativos.

A posição da vírgula não influi no número de algarismos significativos, por exemplo, o comprimento de 0,0240m possui três algarismos significativos e pode ter a posição da vírgula alterado de várias formas usando uma potência de dez adequada, e sem alterar o seu número de algarismos significativos. Veja abaixo:
0,0240m = 0,240x10−1m = 0,240dm

0,0240m = 2,40x10−2m = 2,40cm

0,0240m = 24,0x10−3m = 24,0mm
Observe que o número de algarismos significativos é sempre três, independentemente da forma que o número foi escrito e da posição de sua vírgula. Outro ponto importante é que o valor da medida é sempre a mesma, visto que: 0,0240m = 0,240dm = 2,40cm = 24,0mm.

## Operações com algarismos significativos

### Soma e subtração
Quando somamos dois números levando em consideração os algarismos significativos o resultado deve manter a precisão do operando de menor precisão.
12,56 + 0,1236 = 12,6836 = 12,68
O número 12,56 tem quatro algarismos significativos e o último algarismo significativo é o seis, que ocupa a casa dos centésimos. O número 0,1236 apresenta quatro algarismos significativos mas o último, o seis, ocupa a casa dos décimos de milésimos. O último algarismo significativo do resultado deve estar na mesma casa do operando de menor precisão, nesse caso, 12,56. Portanto o último algarismo significativo do resultado deve estar na casa dos centésimos.
Ocorre o mesmo na subtração:
7,125 - 0,3 = 6,825 =  6,8.

### Multiplicação e divisão
Em uma multiplicação levando-se em consideração os algarismos significativos, o resultado deve ter o mesmo número de algarismos significativos do operando com a menor quantidade de algarismos significativos.
3,1415 x 180 = 5,65x102
O número 180 apresenta três algarismos significativos e o número 3,1415 apresenta cinco algarismos significativos os 31415. O resultado deve ter apenas três algarismos significativos.
Ocorre o mesmo na divisão:
4,02 : 2 = 2,01 = 2
a não ser que 2 seja uma constante, cujo valor tem um número arbitrariamente elevado de algarismos significativos. Nesse caso, obteríamos:
4,02 : 2 = 2,01 (aqui 2 - é uma constante, com valor absolutamente certo)

### Logaritmos comuns
Ao se trabalhar com logaritmos comuns (de base 10), observa-se que o número de algarismos após a vírgula (mantissa) é igual ao número de algarismos significativos no número original.
log (2,0x103) = 3,30     2 significativos no argumento→ 2 casas decimais no logarítmo.

log (45,0) = 1,653     3 significativos no argumento→ 3 casas decimais no logarítmo.